# Reductio ad Hitlerum

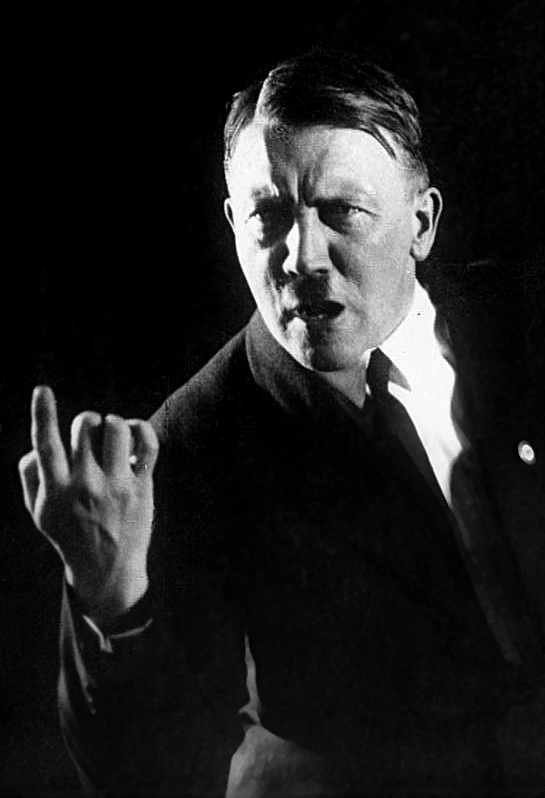
Adolf Hitler

Reductio ad Hitlerum, czasami argumentum ad Hitlerum, także: ad nazium – pozamerytoryczny sposób argumentowania, w którym następuje próba unieważnienia czyjegoś stanowiska na podstawie tego, że ten sam pogląd miał Adolf Hitler lub NSDAP. Rodzaj winy przez skojarzenie będącej z kolei rodzajem błędu asocjacji.
Zauważony przez Leo Straussa w 1953 roku reductio ad Hitlerum zapożyczył swoją nazwę od terminu używanego w logice, reductio ad absurdum. Według Straussa reductio ad Hitlerum jest formą ad hominem, ad misericordiam, czyli błędem nieistotności. Sugerowanym uzasadnieniem jest poczucie winy przez skojarzenie. Jest to taktyka stosowana w celu wyeliminowania argumentów interlokutora, ponieważ takie porównania mają tendencję do rozpraszania uwagi i powodowania złości adwersarza.

## Fałszywy charakter
Reductio ad Hitlerum jest formą błędnego skojarzenia. Argumentem jest to, że: polityka prowadzi do – lub jest taka sama jak polityka Adolfa Hitlera lub Trzeciej Rzeszy i w ten sposób „dowodzi”, że polityka ta jest niepożądana. Innym przykładem reductio ad Hitlerum jest zadawanie pytania w formie Wiesz kto tak robił...? z zamierzonym zamiarem podważenia pewnej idei lub działania poprzez sugerowanie, że Hitler trzymał się tej idei lub dokonywał takiego działania.
Powoływanie się na Hitlera lub nazizm nie jest reductio ad Hitlerum, gdy objaśnia argument, zamiast go zatracać.

## Historia
Sformułowanie reductio ad Hitlerum po raz pierwszy zostało użyte w artykule napisanym przez profesora Leo Straussa z Uniwersytetu Chicagowskiego dla „Measure: A Critical Journal” wiosną 1951 roku; zasłynął w książce tego samego autora wydanej pt. „Natural Right and History” wydanej w 1953 roku.
Historyk Daniel Goldhagen, autor tekstów traktujących o holokauście, stwierdził, że nie wszystkie porównania do Hitlera i nazizmu są błędami logicznymi, ponieważ gdyby tak było, nie można byłoby się niczego nauczyć z wydarzeń, które doprowadziły do Holokaustu. W swojej książce „Hitler’s Willing Executioners” stwierdził, że wiele osób, które były współwinne lub aktywnie uczestniczyły w Holokauście, a następnie w ruchach faszystowskich i neonazistowskich, manipulowało narracją historyczną, aby uniknąć obwiniania lub zaprzeczania pewnym aspektom Holokaustu.
Twierdzenia, że zarzuty antysemityzmu są reductio ad Hitlerum, zostały również wykorzystane przez Davida Irvinga, brytyjskiego kłamcę oświęcimskiego.
Twierdzenie reductio ad Hitlerum było w ostatnich latach powszechnie stosowane w Internecie w celu powstrzymania krytyki antysemickich i faszystowskich wypowiedzi, a obrona wykorzystania reductio ad Hitlerum do uciszania krytyki jest również szeroko stosowana w mediach społecznościowych.